# Monolog
Monolog (gr. mónos – sam, samotny, pojedynczy; lógos – słowo, wypowiedź) – samodzielna kompozycyjnie i znaczeniowo ciągła wypowiedź jednego podmiotu mówiącego, nie wchodząca w skład dialogu. 
Na strukturę monologu w utworze literackim wpływa w sposób istotny to, czy jest on główną formą podawczą (jedyną lub nadrzędną, modyfikującą
inne wchodzące z nim razem w skład całości), czy też użytą tylko fragmentarycznie, dalej warunki genetyczne, tj. czy jest to odwołanie się do postaci wypowiedzianej (np. relacji ustnej, gawędy, improwizowanego przemówienia), czy do pisanej (np. listu, pamiętnika, mowy przygotowanej), czy do powstałej w myślach (monolog wewnętrzny), wreszcie cel wypowiedzi (poinformowanie, pouczenie, wzruszenie odbiorców, charakterystyka podmiotu itp.).

## Odmiany monologu
- monolog liryczny – podstawowa forma wypowiedzi w liryce, monologi liryczne są ekspresją podmiotu, zapisem jego stanów, myśli i doznań[1][2]
- monolog wypowiedziany – forma narracji, która stanowi monolog bohatera, będący wypowiedzią nie tylko skierowaną do drugiej postaci, ale także zawierającą reakcje na czyjeś słowa, odpowiedzi na zadawane pytania itp.[4]
- monolog dramatyczny lub udramatyzowany (by nie mylić go z wypowiedziami bohaterów w dramacie) – forma wypowiedzi poetyckiej, w której wyimaginowany podmiot (bohater liryczny) przemawia do wyobrażonych milczących słuchaczy/interlukutora[4]
- monolog wewnętrzny – zapis myśli postaci literackiej w formie mowy niezależnej lub pozornie zależnej (i pozornie niezależnej)[2]
  - solilokwium – rozmowa z samym sobą, odmiana monologu wewnętrznego polegająca na stawianiu sobie pytań i odpowiadaniu na nie, jest to bardziej dynamiczna forma monologu wewnętrznego, stanowiąca zwykle cząstkę dłuższych zwykłych monologów, ale może też występować samodzielnie[4]
  - strumień świadomości – odmiana monologu wewnętrznego, zapis odtwarzający spontaniczny i asocjacyjny charakter myślenia oraz odczuwania świata. Owa "spontaniczność" i "aktualność" przejawia się w braku językowego i intelektualnego uporządkowania[2][4]
- monolog sceniczny, inaczej monolog w dramacie – wypowiedź bohatera dramatu relacjonująca jego myśli, uczucia, zamiary itp., podczas nieobecności innych na scenie lub przy umownym założeniu, że osoby znajdujące się na scenie jej nie słyszą. Typy monologów charakterystyczne dla dramatu: monolog właściwy, apart (monolog na stronie), tyrada, parabaza, monolog estradowy[1][2][3]
- monolog filmowy – zapożyczona z dramatu forma podawcza, ze względu na większy realizm widowiska filmowego w stosunku do widowiska scenicznego, monolog filmowy wymaga lepszego dramaturgicznego uzasadnienia niż monolog w dramacie[2].

## Słynne monologi literackie
- monolog Konrada z III cz.  Dziadów A. Mickiewicza – Wielka improwizacja
- monolog Kordiana na szczycie Mont Blanc z dramatu Kordian J. Słowackiego
- monolog Hamleta z dramatu Hamlet W. Szekspira
- wiersz Testament mój J. Słowackiego.

## Monologi filmowe
- monolog Mateusza z filmu Żywot Mateusza (1968), reż. W. Leszczyński
- monolog Roya Batty z filmu Łowca androidów (1982), reż. R. Scott
- monolog przysięgłego z filmu Dwunastu gniewnych ludzi (1957), reż. S. Lumet
- monolog skryby z filmu Asterix i Obelix: Misja Kleopatra (2002), reż. Alain Chabat